# Ямно (Ловицький повіт)
Ямно (пол. Jamno) — село в Польщі, у гміні Лович Ловицького повіту Лодзинського воєводства.
Населення — 468 осіб (2011).
У 1975-1998 роках село належало до Скерневицького воєводства.

## Демографія
Демографічна структура станом на 31 березня 2011 року:
|          | Загалом | Допрацездатний вік | Працездатний вік | Постпрацездатний вік |
| -------- | ------- | ------------------ | ---------------- | -------------------- |
| Чоловіки | 227     | 62                 | 139              | 26                   |
| Жінки    | 241     | 53                 | 132              | 56                   |
| Разом    | 468     | 115                | 271              | 82                   |